# Becilla de Valderaduey
Becilla de Valderaduey (appelée Velilla de Valderaduey jusqu'en 1860) est une commune de la province de Valladolid dans la communauté autonome de Castille-et-León en Espagne.

## Sites et patrimoine
- Pont romain et voie romaine (es).
- Église de la Asunción.
- Église San Miguel.

Pont romain et voie romaine.
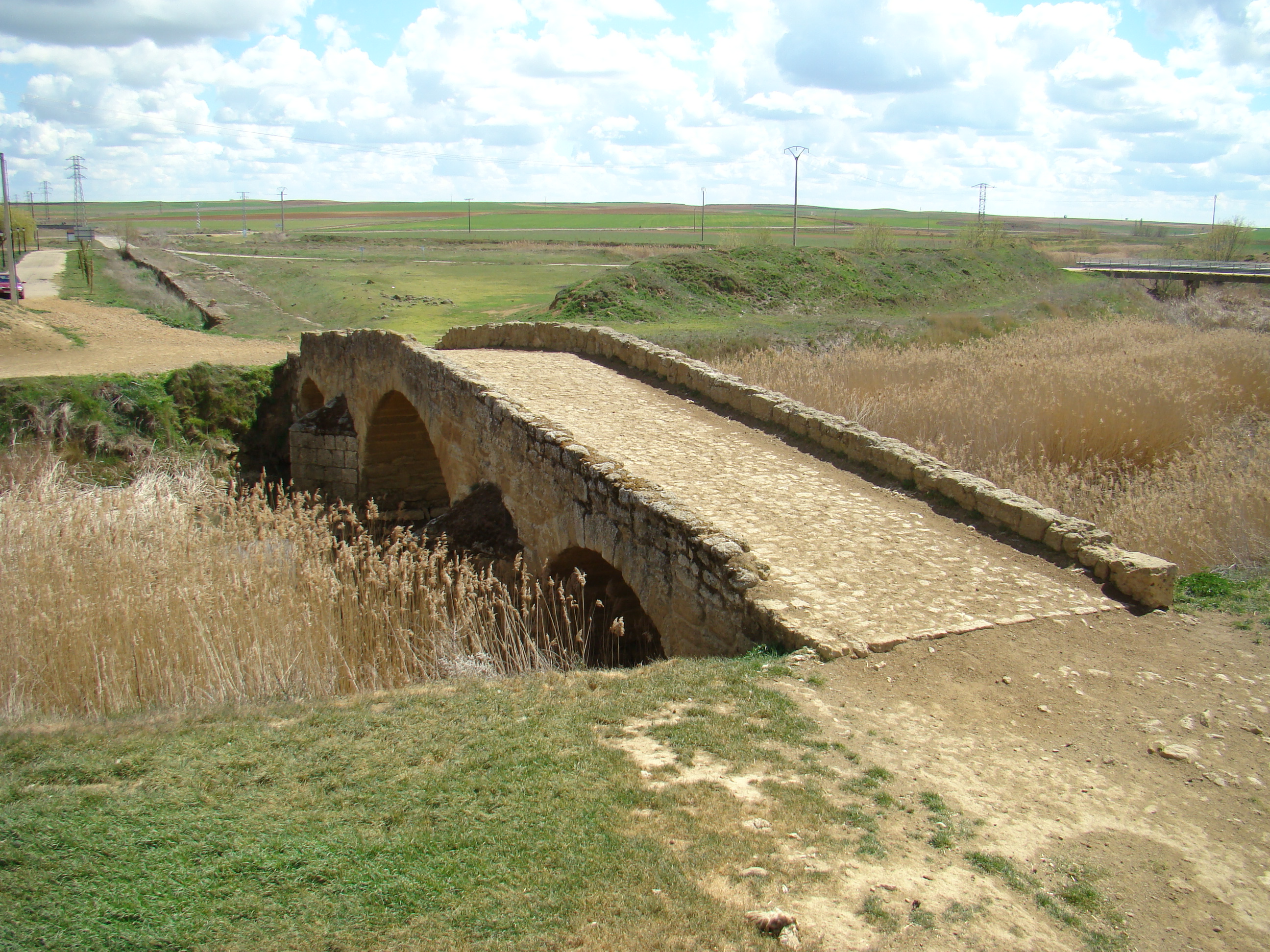